# Пазители на Галактиката: Трета част
„Пазители на Галактиката: Трета част“ (на английски: Guardians of the Galaxy Vol. 3) е американски супергеройски филм, базиран на супергеройския екип „Пазители на Галактиката“, продуциран е от „Марвел Студиос“ и е разпространен от „Уолт Дисни Студиос Моушън Пикчърс“. Той е продължение на „Пазители на Галактиката“ (2014) и „Пазители на Галактиката: Втора част“ (2017) и 32-ият филм от „Киновселената на Марвел“. Режисиран е от Джеймс Гън, който е също сценарист на филма. В него участват Крис Прат, Зоуи Салдана, Дейв Батиста, Вин Дизел, Брадли Купър, Карън Гилън, Пом Клементиеф, Шон Гън, Силвестър Сталоун, Уил Полтър, Чаквуди Ивуджи и Мария Бакалова.
Световната премиера на филма се състои в Disneyland Paris на 22 април 2023 г., и излиза по кината в САЩ на 5 май 2023 г. част от Пета фаза.

## Актьорски състав
| Актьор            | Роля                            |
| ----------------- | ------------------------------- |
| Крис Прат         | Питър Куил / Звездния повелител |
| Зоуи Салдана      | Гамора                          |
| Дейв Батиста      | Дракс Разрушителя               |
| Карън Гилън       | Небула                          |
| Пом Клементиеф    | Мантис                          |
| Вин Дизел         | Грут (глас)                     |
| Брадли Купър      | Енотът Ракета (глас)            |
| Шон Гън           | Краглин Обфонтери               |
| Чаквуди Ивуджи    | Висшият Еволюционер             |
| Уил Полтър        | Адам Уарлок                     |
| Елизабет Дебики   | Айеша                           |
| Мария Бакалова    | Космическото куче Космо (глас)  |
| Силвестър Сталоун | Стакар Огорд / Стархоук         |
| Линда Карделини   | Лайла (глас)                    |
| Асим Чодри        | Моржът Тийфс (глас)             |
| Микаела Хувър     | Под (глас)                      |
| Майкъл Роузенбаум | Мартинекс Т'Нага                |
| Тара Стронг       | Мейнфрейм (глас)                |
| Сет Грийн         | Патока Хауърд                   |
| Нейтън Филиън     | Карджа                          |
| Даниела Мелхиор   | Ура                             |
| Кай Зен           | Фила                            |
| Майкъл Рукър      | Йонду Удонта                    |
| Грег Хенри        | Джейсън Куил                    |

## Снимачен процес
Снимките започват на 8 ноември 2021 г. в Атланта, и приключват на 6 май 2022 г.

## В България
В България филмът е пуснат по кината на същата дата от „Форум Филм България“ в 3D, IMAX 3D и 4DX.
Гала премиерата на филма се състои на 3 май 2023 г. в Синема Сити, Мол София.